# Raed Chabab Kouba
Maillots
Actualités
Le Raed Chabab Kouba (en arabe : رائد شباب القبة), plus couramment abrégé en RC Kouba ou RCK, est un club de football algérien fondé en 1945 et basé dans le quartier de Kouba à Alger.

## Histoire

### Création du club (1945)
Le Raed Chabab Kouba est créé le 28 février 1945 sous le numéro 3449. Les membres fondateurs sont Mustapha Benouenniche (élu Président d'honneur pour l'éternité), Abdennour Sator, Oudahmane Boussad, Sid Ahmed Benouenniche, Mahfoud Ahmed Saadi, Mohamed Belhaffaf.
La première équipe se composait de Djilali Tahir, Mohamed Bag, Mohamed Guerinzi, Mohamed Abid, Omar Semmar, Mohamed Benhaddad, Mahfoud Ahmed Saadi, H'Mimed Souaber, Rachid El-Mansali, Mohamed Benzine, Driss Berkane, Abdennour Sator, Mohammed Lazzouli , Ilyas Baba Ameur, Kaddour Chetouane, Brahim Benouenniche, Abdelkader Bourzag, Kadouris, Kaddour Bourkaïb, Abderrahmane Allaoua, Halim Boudjakdji, Ahmed Sator, Mohamed Sator, Younès Bencharif, Sid Ali Belkessa, Ahmed Hassam et Saïd Benagouga.

### L'époque coloniale (1946-1956)
Le Raed Chabab Kouba participe dans les compétitions de football à partir de la saison 1946-1947 (ligue d'Alger de football 1946-1947, 3e division groupe C) et dispute son premier match officiel le 19 octobre 1946. L'équipe termine 6e sur 10.
Lors de la saison suivante (ligue d'Alger de football 1947-1948, 3e division groupe A), le RCK accède à la 2e division après être sorti vainqueur de son groupe, puis vainqueur des poules des premiers, de la super poule des premiers et enfin du match de barrage soit 8 victoires pour 1 défaite.
En 1948-1949 (Ligue d'Alger de football, 2e division groupe A), l'équipe termine 4e sur 8. Le stade de Kouba est inauguré le 19 juin 1949.
Lors de la saison 1949-1950 de la ligue d'Alger de football, 2e division groupe A, le RCK accède à la 1re division après être sorti vainqueur de son groupe et avoir fini 2e en matchs de classement.
Après cinq ans passés en 1re division, le club accède en pré-honneur (promotion honneur) de la ligue d'Alger (saison 1954-1955). L'année suivante (1955-1956) a vu le retrait de tous les clubs musulmans et l'arrêt de toute compétition à la suite des incidents du 11 mars 1956. L'équipe était alors classée 2e sur 12 à 5 journées de la fin.
La même saison a vu la première participation du RCK à la Coupe d'Afrique du Nord saison 1955-1956 (qualifié grâce à 3 victoires en Coupe Forconi). Le RCK dispute son premier match international à Casablanca au Maroc le 22 janvier 1956 contre l'équipe marocaine Olympique Ouezzane, et s'incline sur le score de 1 à 0.
| Saisons   | Championnat       | Classement       | International                          |
| --------- | ----------------- | ---------------- | -------------------------------------- |
| 1946-1947 | 3e division Gr.C  | 6e sur 10        | /                                      |
| 1947-1948 | 3e division Gr.A  | 1er sur 7        | /                                      |
| 1948-1949 | 2e division Gr.A  | 4e sur 8         | /                                      |
| 1949-1950 | 2e division Gr.A  | 1er sur 8        | /                                      |
| 1950-1951 | 1re division Gr.A | 7e sur 10        | /                                      |
| 1951-1952 | 1re division Gr.A | 4e sur 10        | /                                      |
| 1952-1953 | 1re division Gr.B | 3e sur 10        | /                                      |
| 1953-1954 | 1re division Gr.C | 5e sur 10        | /                                      |
| 1954-1955 | 1re division Gr.C | 1er sur 10       | /                                      |
| 1955-1956 | Pré-Honneur       | arrêt et retrait | 1er tour de la Coupe d'Afrique du Nord |

### Le RCK après l'indépendance, et la première école de football (1962-1964)
Pour ses débuts dans le football de l'Algérie indépendante, le club évolue dans le premier critérium d'honneur de la saison 1962-63 (D1), puis réalise deux accessions successives, du 3e palier au 1er palier en 1965 comme champion de la D2 du groupe centre.
La première école de football en Algérie est créée en 1964 par le défunt El Kamel.

### 20 ans de présence continue en haut niveau et premier titre de champion (1965-1985)
À partir de la saison 1965-1966, le club évolue continuellement en première division pendant 20 ans d'affilée. Il fut champion d'Algérie en 1980-81 avec la grande star Salah Assad, et vice-champion deux fois lors des saisons 1966-67 et 1974-75. En Coupe d'Algérie, le RCK est finaliste de l'édition 1965-66.
Le RCK avait dans ses rangs Boualem Amirouche, considéré par ses pairs comme le meilleur joueur algérien de tous les temps, ainsi que l'attaquant Salah Assad, le gardien de l'équipe nationale d'Algérie Mahdi Cerbah, le milieu Mohamed Kaci-Saïd, le latéral gauche Mohamed Chaïb et Mokhtar Neggazi.
Dans les années 1970, le club passe au parrainage industriel et devient le premier club algérien à signer un contrat avec Sonatrach, puis avec une société d'acier, d'où les dénominations du NARA puis RSK.

### Les années de l'instabilité (1985-2011)
Après cette présence, le RCK est relégué (en compagnie du MC Alger et de la JSM Tiaret) à l'issue de la saison 1984-85 pour la première fois de son histoire en D2 algérienne. La saison suivante, l'équipe connaît un drame le 12 février 1987 avec la mort de plusieurs joueurs de l'effectif lors d'un accident de la route au niveau des régions de Sidi Aissa-Bou Saâda (l'équipe se dirigeait vers Touggourt pour un match de championnat contre le CRNT local), entraînant le forfait de l'équipe dans leur championnat néanmoins la fédération algérienne de football avait exempté le RCK afin de ne pas reléguer en division inférieure,,.
Le club revient en D1 au bout de 3 ans (saison 1987-1988). Après trois autres années passées en D1 de 1988 à 1991 commence l'instabilité, avec des allers-retours continus entre la D1 et la D2 sans jamais pouvoir se stabiliser, sauf entre 2001 et 2004.
Pour la saison 2008-2009, le club provoque une première en Algérie en jouant le championnat de D1 avec un nombre impair de clubs (17) et un exempt à chaque journée. Cela fait suite à l'affaire RCK - FAF et au bras de fer entre les deux parties quant à l'accession du club en D1, où le club obtient gain de cause. Le club s'est alors vu être obligé de jouer plusieurs matchs en retard en un temps record, et la formation du RCK ne parvient pas à se maintenir en D1.

#### Affaire RCK - FAF
Le 20 août 2008, le Tribunal arbitral du sport de Lausanne a obligé l'intégration du club au championnat algérien de première division saison 2008-2009 le temps d'instruire le conflit opposant la fédération algérienne de football (FAF) au club,.
Cette affaire est liée à la décision arbitraire prise par la FAF d'infliger une sanction à l'encontre du RCK sans détenir les preuves complètes du dossier. La sanction porte match perdu d'office contre l'USM El Harrach et 3 points de pénalité pour avoir fait jouer un joueur sous une fausse identité lors du match RCK - USMH comptant pour la 37e et avant-dernière journée de la Division 2 algérienne saison 2007-2008 (0-0). Cela a eu pour conséquence la descente du RCK à la 5e position et l'ascension de l'USM El Harrach à la 3e position dans le classement général, synonyme d’accession en première division algérienne. Ainsi et bien que le club ait introduit des recours chez les instances sportives algériennes, cette décision n'est pas annulée, ce qui amène le club à saisir le TAS international, alors que les matchs de première division ont déjà commencé. Finalement, le TAS décide d'annuler la sanction prise par la FAF, et ordonne l'intégration du club en première division pour la saison 2008-2009, puis homologue l'accession du club le 29 septembre 2008. Le changement est ratifié par la FAF le 26 octobre 2008, et le Championnat d'Algérie 2008-2009 s'est joué avec 17 clubs.
| Avant la 37e et avant-dernière journée | Avant la 37e et avant-dernière journée | Avant la 37e et avant-dernière journée |
| -------------------------------------- | -------------------------------------- | -------------------------------------- |
| 1                                      | MC El Eulma                            | 65 pts                                 |
| 2                                      | MSP Batna                              | 64 pts                                 |
| /                                      | RC Kouba                               | 64 pts                                 |
| /                                      | USM El Harrach                         | 64 pts                                 |
| 5                                      | CA Batna                               | 63 pts                                 |

| 1 | MC El Eulma    | 68 pts |
| 2 | MSP Batna      | 67 pts |
| 3 | CA Batna       | 66 pts |
| 4 | RC Kouba       | 65 pts |
| / | USM El Harrach | 65 pts |

| Après la sanction de la FAF | Après la sanction de la FAF | Après la sanction de la FAF |
| --------------------------- | --------------------------- | --------------------------- |
| 1                           | MC El Eulma                 | 68 pts                      |
| 2                           | MSP Batna                   | 67 pts                      |
| 3                           | USM El Harrach              | 67 pts                      |
| 4                           | CA Batna                    | 66 pts                      |
| 5                           | RC Kouba                    | 61 pts (-3)                 |

| 1 | MC El Eulma    | 71 pts      |
| 2 | MSP Batna      | 70 pts      |
| 3 | USM El Harrach | 70 pts      |
| 4 | CA Batna       | 67 pts      |
| 5 | RC Kouba       | 64 pts (-3) |

| 1 | MC El Eulma    | 71 pts      |
| 2 | MSP Batna      | 70 pts      |
| 3 | RC Kouba       | 68 pts (-3) |
| / | USM El Harrach | 68 pts      |
| 5 | CA Batna       | 67 pts      |

### La dégradation du RCK (2012-2016) et passage à l'amateurisme
La situation du club s'est aggravée de plus en plus, à tel point que le RCK est rétrogradé pour la première fois de l'histoire (saison 2011-2012) en Division Nationale Amateur (D3). Depuis, le club essaye de remonter au premier échelon sans y parvenir. Lors de la saison 2015-16, le club échappe à un nouveau scandale en évitant la relégation en D4 algérienne.

### Nouveau projet sportif, retour en Ligue 2, sans continuité (à partir de 2017)
Pour la saison 2016-17, une nouvelle administration est placée et un nouveau projet sportif est mis en place, avec le recrutement d'anciens joueurs expérimentés dans le but de bâtir une nouvelle équipe jeune et réaliser l'accession en Ligue 2.
Le club accède à la D2, mais il est rétrogradé deux ans après. En 2020, à la suite des répercussions de la COVID-19 en Algérie, un remaniement des divisions de football en Algérie permet au club de revenir en D2.

## Identité du club

### Différents noms du club
| Riadha Club de Kouba |
| -------------------- |

| Club Sportif Sonatrach de Kouba |
| ------------------------------- |

| Naphte Riadhi Alger |
| ------------------- |

| Raed Solb de Kouba |
| ------------------ |

| Raed de Kouba |
| ------------- |

| Raed Chabab Kouba |
| ----------------- |

### Couleurs
Les couleurs du club sont le Vert et le Blanc.

### Logos

Ancien logo
Ancien logo
Ancien logo
Ancien logo
Ancien logo
Ancien logo
Logo actuel (Réutiliser depuis 2023)

### Maillots
|  |  |  |  |  |  |  |

## Palmarès et résultats sportifs

### Titres et trophées
| Compétitions nationales | Compétitions internationales                              |
| --- | --------------------------------------------------------- |
| - Ligue 1 (1) - Champion : 1981. - Vice-champion : 1967 et 1975. - Coupe d'Algérie - Finaliste : 1966. - Supercoupe d'Algérie (1) - Vainqueur : 1981. - Ligue 2 (4) - Champion : 1965, 1988, 1998 et 2001. - Vice-champion : 1995. - 3e place : 2008. | - Ligue des champions de la CAF - 1/4 de finaliste: 1982. |

| Compétitions jeunes |
| --- |
| - Coupe d'Algérie Junior (1) - Vainqueur : 1968. - Finaliste : 1967, 1972, 1974 et 1977. - Coupe d'Algérie Cadet (4) - Vainqueur : 1975, 1976, 1986 et 1995. - Finaliste : 1990. |

### Bilan sportif
| Nationale                     | Saisons | Titres | J    | G   | N   | P   | Bp   | Bc   | Diff | Points |
| ----------------------------- | ------- | ------ | ---- | --- | --- | --- | ---- | ---- | ---- | ------ |
| Ligue 1 (1965-2009)           | 26      | 1      | 732  | 240 | 220 | 272 | 880  | 875  | +5   | 1283   |
| Ligue 2 (1963-)               | 20      | 2      | 614  | 273 | 181 | 177 | 806  | 521  | +285 | 953    |
| Division 3 (2012-17)          | 5       | 1      | 144  | 66  | 35  | 43  | 185  | 142  | +43  | 233    |
| Critérium d'Honneur (1962-63) | 1       | 0      | 18   | 10  | 3   | 5   | 32   | 21   | +11  | 41     |
| Total Général                 | 54      | 4      | 1568 | 612 | 449 | 524 | 1973 | 1629 | +344 | 2568   |

### Classement saison par saison
Le RCK rate la chance de figurer parmi les clubs de la première vraie édition de la D1 Algérienne pour la saison 1964-65, mais y concourt dès sa 2e édition. Presque systématiquement présent ensuite, il remporte le titre de champion d'Algérie en 1981.
En 1985, après 20 ans de présence en D1, le RCK se voit relégué en D2. Depuis ce temps-là, le club ne parvient pas à revenir à son ancien niveau d'élite et alterne entre la D1 et la D2. En 2012, le RCK est relégué pour la première fois en D3. En 2016, une relégation historique en D4 a été évitée de justesse lors du dernier match contre la JSM Chéraga. L'année suivante, le RCK parvient enfin à revenir au palier professionnel et accéder ainsi à la Ligue 2.
- 1962-63 : D1 C-H Gr. centre/5, 5e
- 1963-64 : D2, PH centre, 1er
- 1964-65 : D2, DH centre, 1er
- 1965-66 : D1, 7e
- 1966-67 : D1, 2e
- 1967-68 : D1, 6e
- 1968-69 : D1, 8e
- 1969-70 : D1, 3e
- 1970-71 : D1, 12e
- 1971-72 : D1, 6e
- 1972-73 : D1, 6e
- 1973-74 : D1, 6e
- 1974-75 : D1, 2e
- 1975-76 : D1, 6e
- 1976-77 : D1, 8e
- 1977-78 : D1, 7e
- 1978-79 : D1, 11e
- 1979-80 : D1, 5e
- 1980-81 : D1, 1er
- 1981-82 : D1, 12e
- 1982-83 : D1, 14e
- 1983-84 : D1, 11e
- 1984-85 : D1, 19e
- 1985-86 : D2, 7e
- 1986-87 : D2, forfait
- 1987-88 : D2, 1er
- 1988-89 : D1, 11e
- 1989-90 : D1, 7e
- 1990-91 : D1, 16e
- 1991-92 : D2, 10e
- 1992-93 : D2, 8e
- 1993-94 : D2, 9e
- 1994-95 : D2, 2e
- 1995-96 : D2, 4e
- 1996-97 : D2, 5e
- 1997-98 : D2, 2e
- 1998-99 : D1, 10e
- 1999-00 : D2, 8e
- 2000-01 : D2, 1er
- 2001-02 : D1, 14e
- 2002-03 : D1, 9e
- 2003-04 : D1, 15e
- 2004-05 : D2, 15e
- 2005-06 : D2, 4e
- 2006-07 : D2, 9e
- 2007-08 : D2, 3e
- 2008-09 : D1, 17e
- 2009-10 : D2, 14e
- 2010-11 : D2, 6e
- 2011-12 : D2, 15e
- 2012-13 : D3 Gr. centre, 2e
- 2013-14 : D3 Gr. centre, 5e
- 2014-15 : D3 Gr. centre, 3e
- 2015-16 : D3 Gr. centre, 15e
- 2016-17 : D3 Gr. centre, 1er
- 2017-18 : D2, 11e
- 2018-19 : D2, 15e
- 2019-20 : D3 Gr. centre, 7e
- 2020-21 : D2 Gr. centre, 4e
- 2021-22 : D2 Gr. centre, 3e
- 2022-23 : D2 Gr. centre-ouest, 12e
- 2023-24 : D2 Gr. centre-ouest, 2e
- 2024-25 : D2 Gr. centre-ouest, e

### Résultats en Coupe Nationale
| Saison  | Tour             | Adversaire      | Résultat             |
| 1962-63 | 1/32 finale      | USM Alger       | 3-1                  |
| 1963-64 | ?e T.R           | ?               | ?                    |
| 1964-65 | ?e T.R           | ?               | ?                    |
| 1965-66 | Finaliste        | CR Belcourt     | 3-1                  |
| 1966-67 | 1/32 finale      | OM Médéa        | ?                    |
| 1967-68 | 1/16 finale      | OM Saint-Eugène | 2-1                  |
| 1968-69 | 1/4 finale       | USM Alger       | 1-0                  |
| 1969-70 | 1/2 finale       | CR Belcourt     | 2-5 et 2-1           |
| 1970-71 | 1/8 finale       | USM Oran        | 2-1                  |
| 1971-72 | 1/16 finale      | CR Belcourt     | 1-0                  |
| 1972-73 | 1/16 finale      | MO Constantine  | 1-0                  |
| 1973-74 | ?                | ?               | ?                    |
| 1974-75 | 1/16 finale      | NA Hussein Dey  | 1-0                  |
| 1975-76 | 1/16 finale      | CR Belcourt     | 2-1                  |
| 1976-77 | 1/16 finale      | MC Alger        | 0-0 Corners 8-6      |
| 1977-78 | 1/2 finale       | USM Alger       | 1-1 et 0-0 t.a.b 4-3 |
| 1978-79 | 1/8 finale       | USM Alger       | 2-2 t.a.b            |
| 1979-80 | 1/16 finale      | CS Constantine  | 1-0                  |
| 1980-81 | 1/16 finale      | NA Hussein Dey  | 5-0                  |
| 1981-82 | 1/2 finale       | NA Hussein Dey  | 1-1 t.a.b            |
| 1982-83 | 1/2 finale       | MC Alger        | 1-0                  |
| 1983-84 | 1/4 finale       | ES Sétif        | 2-0                  |
| 1984-85 | ?                | ?               | ?                    |
| 1985-86 | ?                | ?               | ?                    |
| 1986-87 | ?                | ?               | ?                    |
| 1987-88 | ?                | ?               | ?                    |
| 1988-89 | ?                | ?               | ?                    |
| 1989-90 | Édition annulée  | Édition annulée | Édition annulée      |
| 1990-91 | ?                | ?               | ?                    |
| 1991-92 | ?                | ?               | ?                    |
| 1992-93 | Édition annulée  | Édition annulée | Édition annulée      |
| 1993-94 | ?                | ?               | ?                    |
| 1994-95 | ?                | ?               | ?                    |
| 1995-96 | ?                | ?               | ?                    |
| 1996-97 | 4e tour          | CRBDjendel      | 1-3 ap               |
| 1997-98 | 3é tour régional | OMRuisseau      | ?                    |
| 1998-99 | 1/8 finale       | MB Tlidjène     | 1-3                  |

| Saison  | Tour                        | Adversaire           | Résultat        |
| 1999-00 | ?                           | ?                    | ?               |
| 2000-01 | ?                           | ?                    | ?               |
| 2001-02 | 1/32 finale                 | USM Blida            | 0-0 t.a.b 4-3   |
| 2002-03 | 1/32 finale                 | ES Collo             | 3-2 but d'or    |
| 2003-04 | 1/32 finale                 | MO Constantine       | 0-0 t.a.b 4-2   |
| 2004-05 | 1/64 finale                 | USM El Harrach       | 1-0             |
| 2005-06 | 1/4 finale                  | USM Alger            | 0-0 t.a.b 4-1   |
| 2006-07 | 1/8 finale                  | ASO Chlef            | 2-1             |
| 2007-08 | 1/16 finale                 | USM Annaba           | 2-1             |
| 2008-09 | 1/16 finale                 | ASO Chlef            | 1-0             |
| 2009-10 | 1/64 finale                 | WR Bentalha          | ?               |
| 2010-11 | 1/32 finale                 | RC Arba              | 2-1             |
| 2011-12 | 1/32 finale                 | CRB El Milia         | 1-0             |
| 2012-13 | 1/64 finale                 | JSM Cheraga          | 2-1             |
| 2013-14 | Avant dernier T.R           | JS Hai Djebel        | ?               |
| 2014-15 | 1/64 finale                 | CRB Dar El Beida     | 0-0 t.a.b       |
| 2015-16 | 1/32 finale                 | ESB Dahmouni         | 2-1             |
| 2016-17 | 1/32 finale                 | USM Bel-Abbès        | 2-1 a.p         |
| 2017-18 | 1/32 finale                 | MC Saida             | 4-0             |
| 2018-19 | 1/32 finale                 | MC Alger             | 3-0             |
| 2019-20 | Avant dernier T.R           | IB Khemis El Khechna | 0-0 t.a.b 4-3   |
| 2020-21 | Édition annulée             | Édition annulée      | Édition annulée |
| 2021-22 | Édition annulée             | Édition annulée      | Édition annulée |
| 2022-23 | avant dernier tour regional | JSAzazga             | 1-2             |
| 2023-24 | 5é tour régional            | O Akbou              | 1-3             |
| 2024-25 | 1/8 finale                  | USM Alger            | 0-1             |

## Personnalités du club

### Entraîneurs
- Nabil Medjahed
- Smaïl Khabatou
- Boualem Amirouche
- Arab Ahmed
- Hocine Boumaraf
- Mohamed Chaïb
- Mohamed Kaci-Saïd
- Abdelaziz Safsafi
- Lyes Teldja
- Abdelkader Zerar
- Mustapha Zitouni
- Dumitru Macri
- Petre Mîndru
- Christian Dalger

| Rang | Période   | Entraîneur                                          |
| 1    | 1946-1947 | ?                                                   |
| 2    | 1947-1948 | ?                                                   |
| 3    | 1948-1949 | ?                                                   |
| 4    | 1949-1950 | ?                                                   |
| 5    | 1950-1951 | ?                                                   |
| 6    | 1951-1952 | ?                                                   |
| 7    | 1952-1953 | Mustapha El Kamal                                   |
| 8    | 1953-1954 | ?                                                   |
| 9    | 1954-1955 | ?                                                   |
| 10   | 1955-1956 | Mohamed Benhaddad                                   |
|      |           |                                                     |
| 11   | 1962-1963 | ?                                                   |
| 12   | 1963-1964 | ?                                                   |
| 13   | 1964-1965 | Mustapha Zitouni                                    |
| 14   | 1965-1966 | Mustapha Zitouni                                    |
| 15   | 1966-1967 | Mustapha Zitouni                                    |
| 16   | 1967-1968 | Ahmed Arab                                          |
| 17   | 1968-1969 | Ahmed Arab                                          |
| 18   | 1969-1970 | Ahmed Arab                                          |
| 19   | 1970-1971 | Ahmed Arab                                          |
| 20   | 1971-1972 | Ahmed Arab Dumitru Macri                            |
| 21   | 1972-1973 | Dumitru Macri                                       |
| 22   | 1973-1974 | Dumitru Macri                                       |
| 23   | 1974-1975 | Petre Mindru                                        |
| 24   | 1975-1976 | Boudissa                                            |
| 25   | 1976-1977 | Boudissa                                            |
| 26   | 1977-1978 | Abdelkader Mazouz                                   |
| 27   | 1978-1979 | Ahmed Arab                                          |
| 28   | 1979-1980 | Lars-Erik Öberg                                     |
| 29   | 1980-1981 | Lars-Erik Öberg                                     |
| 30   | 1981-1982 | Abdelkader Zerar                                    |
| 31   | 1982-1983 | Abdelkader Zerar Mhammed Talbi                      |
| 32   | 1983-1984 | M'hammed Talbi                                      |
| 33   | 1984-1985 | Mhammed Talbi                                       |
| 34   | 1985-1986 | rabeh Guettaf                                       |
| 35   | 1986-1987 | Abdelkader Zerar                                    |
| 36   | 1987-1988 | Abdelaziz Safsafi Merzak Boumaraf                   |
| 37   | 1988-1989 | Merzak Boumaraf Abdelaziz Safsafi Boualem Amirouche |
| 38   | 1989-1990 | Nour Benzekri                                       |
| 39   | 1990-1991 | Nour Benzekri Bouzama                               |
| 40   | 1991-1992 | Bouzama                                             |
| 41   | 1992-1993 | Kaci Saad Eddine Maatoub                            |
| 42   | 1993-1994 | Kaci Saad Eddine Yacine Hamine                      |
| 43   | 1994-1995 | Abdelaziz Sefsafi Yacine Hamina Mohamed Kaci Said   |
| 44   | 1995-1996 | Stambouli Maatoub Abdelaziz Sefsafi                 |
| 45   | 1996-1997 | Stambouli Maatoub                                   |

| Rang | Période                        | Entraîneur                          |
| 46   | 1997-1998                      | Hocine Boumaref Mohamed Chaib       |
| 47   | 1998-1999                      | Hocine Boumaref Mustapha Heddane    |
| 48   | 1999-2000                      | Smaili Mohamed Chaib                |
| 49   | 2000-2001                      | Smaili                              |
| 50   | 2001-2002                      | Smaili Sbaa                         |
| 51   | 2002-2003                      | Sbaa Mustapha Biskri                |
| 52   | 2003-2004                      | Mohamed Kaci Said Bouarata Ifticene |
| 53   | 2004-2005                      | Benzekri Ramdani Maatoub            |
| 54   | 2005-2006                      | Laroui Yaiche                       |
| 55   | 2006-2007                      | Yaiche Belaredj                     |
| 56   | 2007-2008                      | Mustapha Biskri Latreche Sid Rouhou |
| 57   | 2008-2009                      | Mihoubi Remane Dalger Safsafi       |
| 58   | 2009-2010                      | Belaredj Laroui                     |
| 59   | 2010-2011                      |                                     |
| 60   | 2011-2012                      |                                     |
| 61   | 2012-2013                      | Mustapha Biskri                     |
| 62   | 2013-2014                      |                                     |
| 63   | 2014-2015                      |                                     |
| 64   | 2015-2016                      | Mustapha Biskri                     |
| 65   | 2016-2017                      | Farid Zemiti                        |
| 66   | 2016-2017                      | Youcef Bouzidi                      |
| 67   | 2017-2018                      | Dan Anghelescu Nabil Medjahed       |
| 68   | 2018-2019                      | Sid Ahmed Slimani Mounir Zeghdoud   |
| 69   | 2020-2021                      | Abdenour Hamici                     |
| 70   | 2021                           | El-hadi Khezzar                     |
| 71   | 2021-2022                      | Larbi Hosni                         |
| 72   | 2022-2023                      | Farid Zemiti                        |
| 73   | 2023                           | Réda Bendriss                       |
| 74   | 2023-2024                      | Arezki Remmane                      |
| 75   | 2024 (2 moi)                   | El Hadi Khezzar                     |
| 76   | 2024 (2 mois)                  | Mourad Karouf                       |
| 77   | Depuis le 15 Octobre 2024-2025 | Boualem Charef                      |
| 78   | 2025 -                         | Abder Ramdane                       |

### Joueurs emblématiques

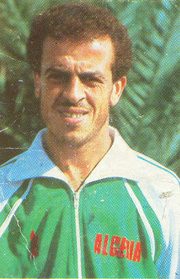
Salah Assad, joueur légendaire du RCK

Certains joueurs ont contribué aux grands succès de cette équipe, et quelques-uns sont devenus des légendes du football algérien. Voici quelques noms de joueurs qui ont porté les couleurs du RCK.
- Djillali Aït Chegou
- Boualem Amirouche
- Salah Assad
- Farid Belmellat
- Mustapha
- Hocine Boumaraf
- Mahdi Cerbah
- Mohamed Chaïb
- Redouane Drici
- Mohamed Kaci-Saïd
- Mokhtar Kaoua
- Noureddine Meghichi
- Abdelaziz Safsafi
- Rachid Sebbar
- Lyes Teldja
- Mehdi Khelfouni
- Sid Ali Yahia

## Structures du club

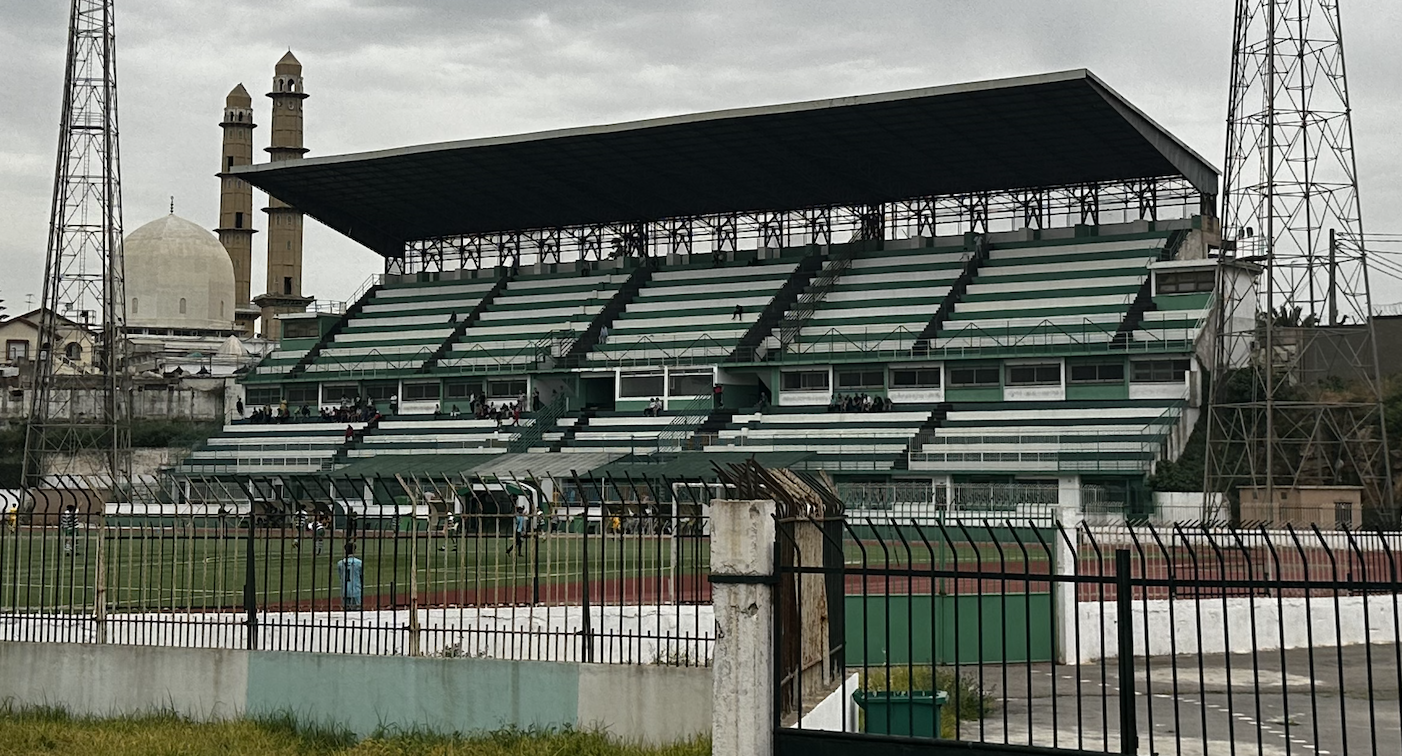
Stade Mohamed Benhaddad, le stade du RCK

### Infrastructures
C'est le principal stade de la commune de Kouba, où se déroulent les matchs de l'équipe locale. Situé dans le quartier de Ben Omar, il a ouvert ses portes pendant l'ère coloniale en 1949. Le terrain du stade est considéré comme parmi les plus grands d'Algérie.
Le RCK évolue au Stade Mohamed Benhaddad, situé entre les quartiers de Noble Terre, d'El Bahia et Cité Ben Omar.
Le club a été créé sous le nom de Riadha Club de Kouba, puis il est devenu le Raed Solb de Kouba avant de prendre son nom actuel.

#### Cercle du club
Le cercle ou le café du RCK situé au centre du quartier a été démoli en septembre 2023 pour des raisons de sécurité. La commune a offert un nouveau siège au club.

## Culture populaire

### Groupe de supporteurs
Le RCK est très suivi par les résidents des quartiers de Kouba. Les grands matchs se jouaient à guichets fermés. Deux groupes ultras se sont formés (Ultras Green Fans en 2009, Ultras Raed en 2015).

### Amitiés
- MC Saïda : la plus grande et ancienne amitié pour les deux clubs et villes + Amitié entre Ultras green fans 09 et les supporters du MCS (Ultras mega boys 07 (UMB07))

### Rivalités
- NA Hussein Dey : Il s'agit d'une rivalité populaire et sportive avec le club mythique d'Hussein Dey, quartier voisin de Kouba. Depuis les années 1960 et 1970, le RCK et le NAHD se disputent les titres et performances mais aussi le privilège d'avoir chacun l'une des meilleures écoles de football.
- USM El Harrach : Il s'agit d'une rivalité populaire et sportive avec le club du quartier algérois d'El Harrach, qui s'est accentuée en 2007 avec la course à l’accession en D1 qui a opposé ces deux clubs.